# Панкратовичи (Могилёвская область)
Панкра́товичи (бел. Панкратавічы) — деревня в составе Ковалевского сельсовета Бобруйского района Могилёвской области Республики Беларусь.

## Географическое положение
Деревня Панкратовичи находится в 27 км к юго-востоку от города Бобруйска Могилевской области, в 10 км от железнодорожной станции Телуша на линии Бобруйск-Жлобин.

## История
Впервые село Панкратовичи упоминается в 1560 году в хозяйственных документах. С 1565 года оно стало частью Трокской половины Бобруйской волости Речицкого повета Минского воеводства Великого Княжества Литовского и находилось в собственности казны. В 1612 году в селе насчитывалось 12 дымов, а по инвентарю 1639 года — также 12 дымов и 5 служеб.
Из-за местных особенностей село делилось на два селища: Лысковичи и Борисовцы. Согласно инвентарю 1639 года, среди подданных Панкратович были: Отрошко Лыскевич (войт), Фурс Лыскевич, Макар и Исай Коледичи, Пилип и Степан Петровичи, Степан Гаврилович, Онопрей, Лукаш и Гришко Янцевичи, Андрей Янцевич, Васко Семенович, Пилип Еркович и Сенько Матюкович.
В XVIII веке в Панкратовичах действовала корчма. С 1793 года село стало частью Российской империи, а с 1795 года находилось в Бобруйском уезде Минской губернии, принадлежа помещикам Кобылиным. В 1838 году в деревне насчитывалось 16 дворов. В XIX веке была построена деревянная Михайловская православная церковь, при которой находилось 3 десятины пахотной и сенокосной земли. Церковь была приписана к Свято-Троицкой церкви села Телуша.
В 1887 году в Панкратовичах открылась школа грамоты, где в 1890 году занималось 9 учеников. В 1910 году школа была преобразована в земское народное училище, а в 1914 году учителем работал Антон Журавский. В конце XIX — начале XX века в деревне ежегодно проводился торжок (небольшая ярмарка) 22 декабря, на который съезжались крестьяне из близлежащих селений. По переписи 1897 года деревня находилась в Турковской волости Бобруйского уезда Минской губернии и насчитывала 56 дворов и 487 жителей.
После Октябрьской революции 1917 года в Панкратовичах была открыта трудовая школа первой ступени, где в 1925 году обучались 76 учеников. В 1920—30-е годы XX века планировка деревни была разбита на хутора, состоящие из 190 хозяйств. В 1931 году был создан колхоз «Луч коммуны», объединивший 23 хозяйства.
Во время Великой Отечественной войны на фронте погибли 104 земляка.
В 1986 году в колхозе «Знамя коммуны» насчитывалось уже 193 хозяйства. В селе функционировали хозяйственный двор, мастерская по ремонту сельскохозяйственной техники, дом культуры, библиотека, базовая школа, фельдшерско-акушерский пункт (ФАП), отделение связи и магазин.

## Население
- 1639 год — 41 житель мужского пола
- 1885 год — 324 жителя
- 1917 год — 772 жителя
- 1926 год — 1007 жителей
- 1959 год — 880 жителей
- 1986 год — 490 жителей
- 1999 год — 318 человек
- 2010 год — 208 человек
- 2014 год — 164 человека